# Битката при Маратон (филм, 1959)
„Битката при Маратон“ (на италиански: La battaglia di Maratona) е епичен приключенски филм от 1959 г. на режисьорите Жак Турнюр и Марио Бава, с участието на Стив Рийвс, Милен Дьомонжо и Даниела Рока, базиран на действителната история за битката при Маратон, състояла се в 490 пр.н.е.. Филмът е копродукция на Италия и Франция.

## Сюжет
Внимание:  Текстът по-долу разкрива сюжета на произведението (или части от него)!
490 година преди Христа. По време на Медическите войни персийските армии помитат древния свят. След като се завръща в Атина с лавров венец на победител от олимпийските игри, Филипид (Стив Рийвс) става командир на градската гвардия, от която се очаква да защитава свободата на града държава, една година след прогонването на тиранина Хипиас.
Атинските поддръжници на Хипиас заговорничат, искайки да го върнат на власт. Те се надяват да привлекат Филипид за своята кауза, като го оженят за най-ценната слугиня на предводителя им Теокрит (Серджо Фантони), Харис (Даниела Рока) и така да неутрализират гвардията. Тя обаче не успява да го съблазни, защото сърцето на Филипид вече е заето от едно младо момиче още преди да е разбрал, че това е Андромеда (Милен Дьомонжо), дъщеря на Креусо (Иво Гарани).
Всичко в личен аспект за Филипид е напът да се уреди, докато не пристига вестта, че огромната армия на Дарий – персийския „цар на царете“, се е насочила към Гърция. Дарий се надява вътрешното разединение на гърците да му помогне да завладее страната като на разходка. Теокрит инструктира Милтиад (Алберто Лупо) да изпрати гвардията да охранява Храма на Палада след вероятното поражение и предлага да се започнат преговори с Дарий, но отказва съюз със Спарта, който би могъл да съхрани гръцката нация.
Филипид напуска Атина след поредния опит за покушение срещу него. Той се завръща начело на спартанска армия точно в разгара на персийската атака, която армия е далеч по-многочислена от храбрите войници на Милтиад. Харис, излагайки се на смъртна опасност се промъква в персийския лагер, където научава че флотът на Дарий, сега ръководен от предателя Теокрит, се насочва към Пирея и от там ще атакува Атина. Милтиад изпраща Филипид и гвардията в предни позиции, докато се очаква да пристигне основната армия, и те извършват геройство при Маратон.

## В ролите
- Стив Рийвс като Филипид
- Милен Дьомонжо като Андромеда, дъщерята на Креусо
- Серджо Фантони като Теокрит
- Даниела Рока като Харис
- Филип Ерсен като Калимах
- Алберто Лупо като Милтиад
- Даниеле Варгас като Дарий, царя на персите
- Миранда Кампа като прислужницата на Андромеда
- Джани Лоти като Теукро
- Анита Тодеско като приятелката на Андромеда
- Иво Гарани като Креусо
- Алън Стийл като Еурос

## Продукция
Десет дни преди премиерата на филма се налага да бъдат преснимани някои от сцените, защото се вижда цигарен дим пред камерата. Филмът донася приходи от 2 735 000 щатски долара.